# Winterkresse
Die Winterkresse (Barbarea vulgaris), auch genauer Echte Winterkresse Barbenkraut oder Barbarakraut, genauer Gewöhnliches Barbarakraut oder Echtes Barbarakraut genannt, ist eine Pflanzenart aus der Gattung Barbarakräuter (Barbarea) innerhalb der Familie der Kreuzblütler (Brassicaceae). Die Winterkresse kann als Salat oder Gemüse verwendet werden und ihr wird in der Naturheilkunde eine blutreinigende Wirkung nachgesagt.

## Beschreibung

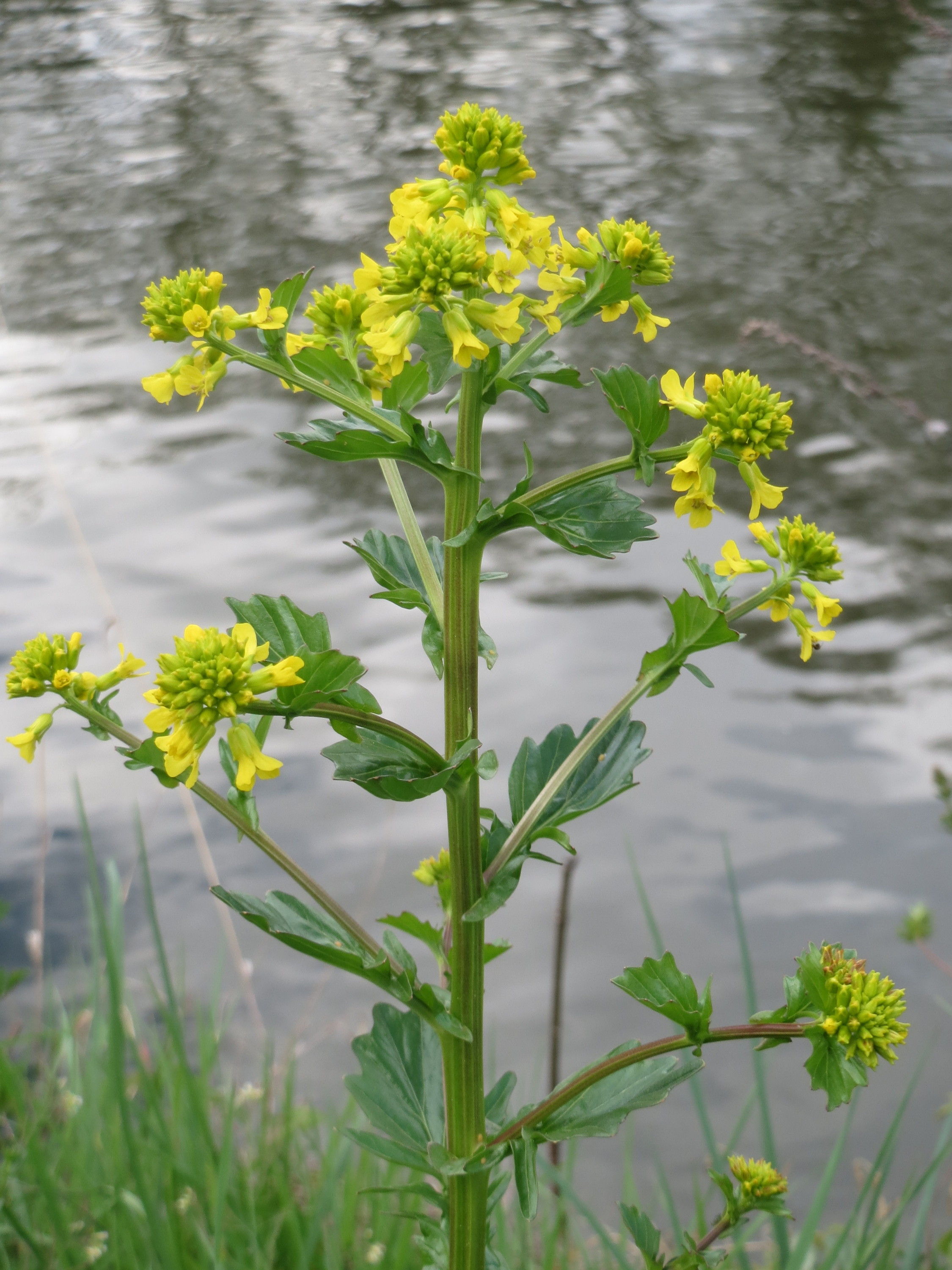
Gesamtblütenstand

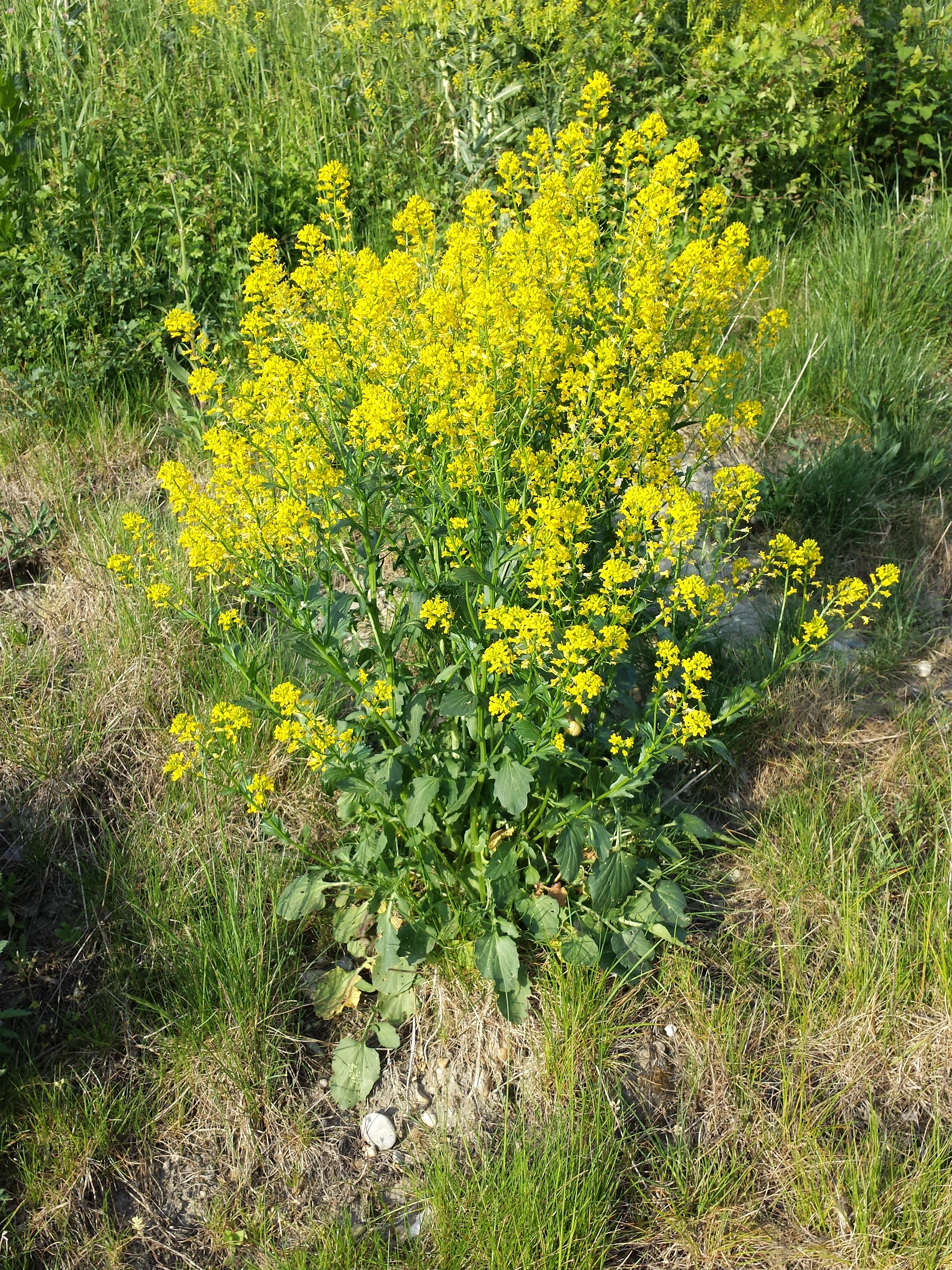
Habitus und Blütenstände

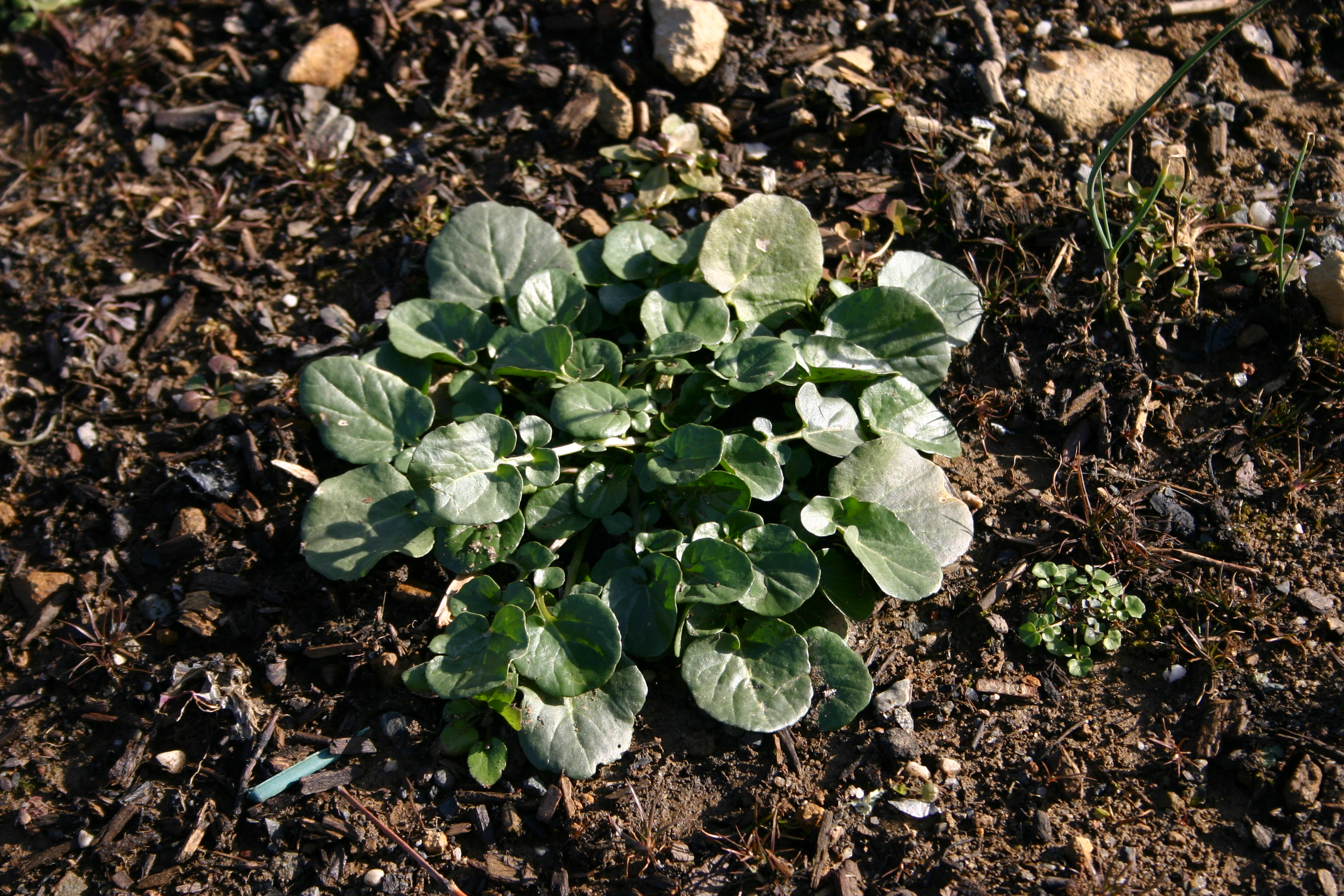
Habitus im Winter

### Vegetative Merkmale
Das Gewöhnliche Barbarakraut wächst als zweijährige oder selten ausdauernde krautige Pflanze und erreicht Wuchshöhen von meist 30 bis 80 (20 bis 100) Zentimetern. Sie bildet im ersten Jahr ihre Blätter und im Frühjahr darauf erscheinen die Blütenstände. Der aufrechte Stängel ist kantig und im oberen Bereich verzweigt. Die oberirdischen Pflanzenteile sind kahl oder spärlich behaart.
Die Laubblätter sind in grundständigen Rosetten und wechselständig am Stängel verteilt angeordnet. Die Grundblätter und die untersten Stängelblätter sind gestielt. Der Blattstiel ist meist 2 bis 8 (0,5 bis 12) Zentimeter lang und kahl oder bewimpert. Die Grundblätter sind leierförmig fiederspaltig: Sie besitzen mehrere Paare von Seitenlappen und einen rundlichen, am Grunde oft herzförmigen Endlappen. Die oberen Stängelblätter sind breit sitzend mit geöhrtem Spreitengrund. Ihre auffälligen Blattöhrchen sind bei einer Länge von bis zu 10 Millimetern und einer Breit von bis zu 5 Millimetern eiförmig oder schmal-länglich und oft bewimpert. Ihre ungeteilte Blattspreite ist eiförmig oder fast kreisförmig und grob gezähnt, gebuchtet oder selten fast ganzrandig.

### Generative Merkmale
Die anfangs schirmtraubigen und dann, durch Streckung der Blütenstandsachse bis zur Fruchtreife, traubigen Blütenstände enthalten viele Blüten. Es sind keine Tragblätter vorhanden.
Die zwittrigen Blüten sind vierzählig und bei einem Durchmesser 7 bis 9 Millimetern disymmetrisch. Die vier gelben, freien, aufrechten Kelchblätter sind bei einer Länge von meist 3 bis 3,6 (2,5 bis 4) Millimetern sowie einer Breite von 1 bis 1,5 Millimetern länglich mit breitem weißem Hautrand; das seitliche Paar ist an seiner Basis etwas ausgesackt. Die vier freien, goldgelben Kronblätter sind bei einer Länge von 5 bis 6, selten bis zu 7 Millimetern sowie einer Breite von 1,5 bis 2 Millimetern schmal verkehrt-eiförmig mit keilförmiger Basis und seicht ausgerandetem oberen Ende oder spatelförmig mit spitz zulaufender Basis. Von den sechs Staubblättern sind die äußeren 4 bis 5 Millimeter und die inneren 5 bis 6 Millimeter lang. Die gelben Staubfäden sind 3 bis 4,5 Millimeter lang. Die Staubbeutel sind bei einer Länge von 0,7 bis 1,2 Millimetern länglich.
Die relativ dünnen, kahlen Fruchtstiele sind bei einer Länge von meist 4 bis 6 (3 bis 7) Millimetern stielrund oder etwas viereckig und stehen sparrig oder aufrecht-aufsteigend vom Stängel ab. Die Schoten sind bei einer Länge von meist 15 bis 25 (7 bis 30) Millimetern sowie einem Durchmesser von 1 bis 1,5 Millimetern linealisch und stielrund sowie etwa abgeflacht oder vierkantig. Das obere Ende der Fruchtklappen ist stumpf oder etwas spitz. Auf der Frucht befindet sich der schlanke, selten 1,5 bis, meist 2 bis 3 Millimeter lange, haltbare Griffel. Die Samen sind in der Frucht einreihig angeordnet. Die dunkel-braunen Samen sind bei einer Länge von 1,2 bis 1,5 Millimetern sowie einem Durchmesser von 1 bis 1,2 Millimetern breit-eiförmig oder fast kugelig und ungeflügelt.
Die Chromosomenzahl beträgt 2n = 16 oder 18.

## Ökologie und Phänologie

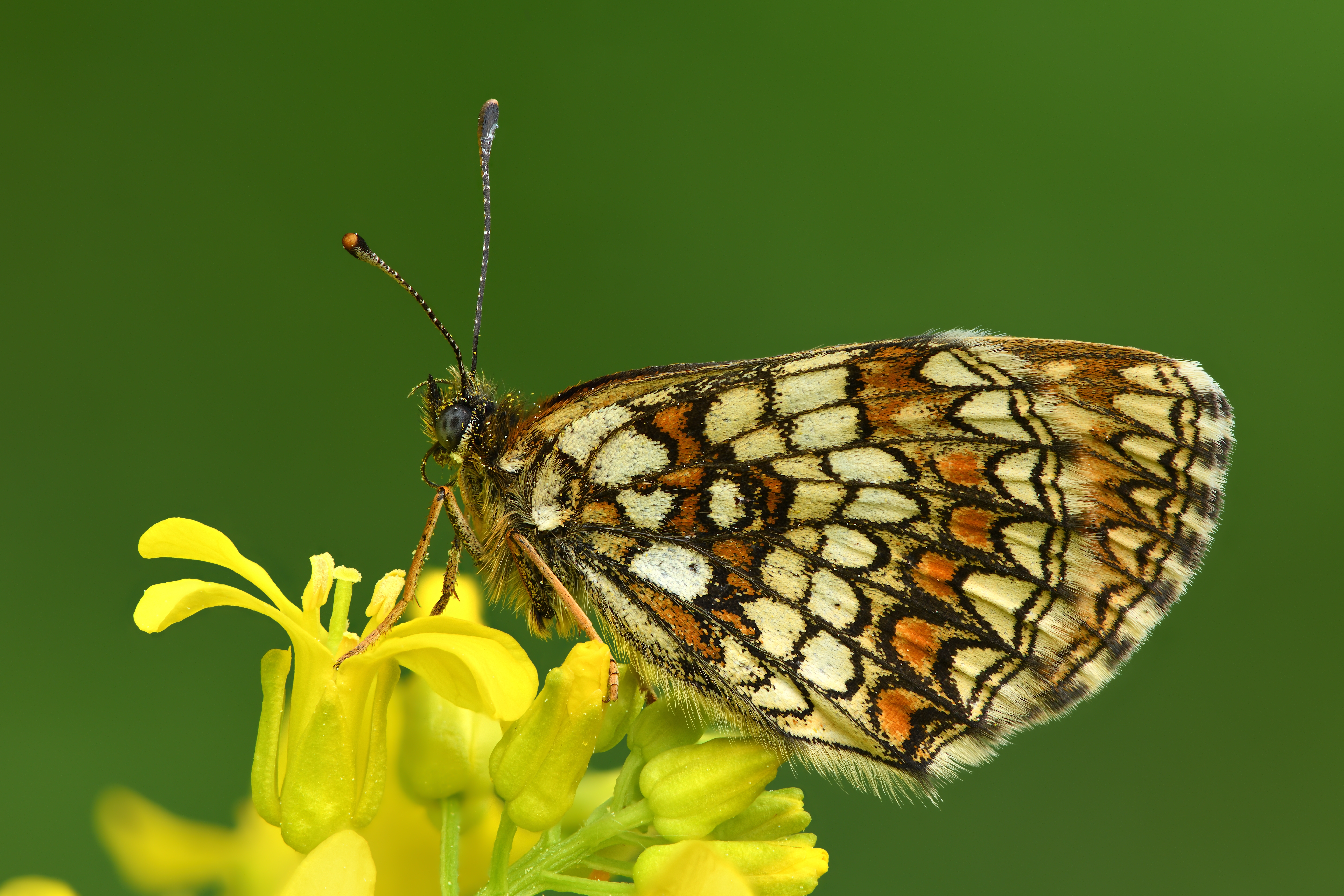
Blüte mit Wachtelweizen-Scheckenfalter

Die Winterkresse ist ein zweijähriger Hemikryptophyt und eine Halbrosettenpflanze.
Die Blütezeit reicht April bis Juli. Bei sonnigem Wetter öffnet sich die Blütenkrone bis zu 9 Millimeter im Durchmesser. Auch die seitlichen Staubblätter spreizen dann weit nach außen und bieten ihre pollenbedeckte Innenseite fast waagrecht an. Die Staubbeutel der längeren Staubblätter drehen sich gegen die kürzeren hin.
Blütenökologisch handelt es sich um Nektarführende Scheibenblumen. Die beiden halbmondförmigen Disken scheiden reichlich Nektar ab, der in den Aussackungen der Kelchblätter gesammelt wird. Auch Selbstbestäubung ist erfolgreich.
Die Fruchtreife erfolgt von Mai bis Juli. Die Schotenfrüchte unterliegen der Windausbreitung und sind Selbststreuer. Menschenausbreitung findet als Kulturpflanze und Kulturfolger statt. Die Samen haben etwa 30 % fettes Öl.
In Pflanzenteilen entwickeln sich unter anderem die Larven des Sumpfkresse-Stängelrüsslers.
Der Pilz Puccinia isiaca bildet seine Aecidien auf der Winterkresse und die Teleuto- und Uredosporen auf Schilfrohr (Phragmites australis). Die Gallmücke Dasyneura sisymbrii bewirkt Geschwulste an Blattstiele, Stängel und Blütenknospen. Xanthomonas barbareae erzeugt eine Bakterien-Schwarzfäule.

## Vorkommen
Barbarea vulgaris ist in der gemäßigten Gebieten inzwischen weltweit verbreitet. Sie ist ursprünglich in Europa, in den gemäßigten Gebieten Asiens, auf dem indischen Subkontinent und in Nordafrika verbreitet. Es gibt Fundortangaben für Deutschland, Österreich, die Schweiz, Italien, Sardinien, Sizilien, Korsika, Frankreich, Portugal, Spanien, Algerien, Tunesien, das Vereinigte Königreich, Irland, Dänemark, das südliche Schweden, Estland, Litauen, Lettland, den europäischen Teil Russlands, Belarus, die Ukraine, die Krim, Moldawien, die Niederlande, Polen, Belgien, Ungarn, Tschechien, die Slowakei, Bosnien und Herzegowina, Kroatien, Montenegro, Serbien, Slowenien, Albanien, Bulgarien, Rumänien, Nordmazedonien, Griechenland, die Türkei, Ciskaukasien, Armenien, Aserbaidschan, Georgien, Dagestan, Iran, den Irak, Sibirien, Kasachstan, Tadschikistan, Turkmenistan, Kirgisistan, Afghanistan, die Mongolei, die chinesischen Provinzen Heilongjiang, Jiangsu, Jilin sowie Xinjiang, die japanischen Inseln Hokkaidō, Honshu, Kyushu, Shikoku sowie die Ryūkyū-Inseln, Sri Lanka, Indien, Kaschmir, die pakistanischen Bundesstaaten Himachal Pradesh, Jammu, Tamil Nadu, Uttar Pradesh, Arunachal Pradesh und Sikkim. In Nordamerika, Argentinien und Neuseeland ist Barbarea vulgaris ein Neophyt.
Sie wächst in Mitteleuropa an Wegrändern, Äckern, Spülsäumen von Gewässern, Kiesgruben und Bahndämmen. Sie wächst meist auf stickstoffhaltigen Böden. Sie ist in Mitteleuropa eine Charakterart des Verbands Agropyro-Rumicion, kommt aber auch in Pflanzengesellschaften der Klasse Artemisietea vor.
In den Allgäuer Alpen steigt sie in Vorarlberg an der Diedamskopf-Seilbahn bis in eine Höhenlage von 2040 Metern auf. In den Zentralalpen steigt das Gewöhnliche Barbarakraut bis in Höhenlagen von 1700 Metern auf.
Die ökologischen Zeigerwerte nach Landolt et al. 2010 sind in der Schweiz: Feuchtezahl F = 3+w+ (feucht aber stark wechselnd), Lichtzahl L = 4 (hell), Reaktionszahl R = 3 (schwach sauer bis neutral), Temperaturzahl T = 3+ (unter-montan und ober-kollin), Nährstoffzahl N = 4 (nährstoffreich), Kontinentalitätszahl K = 3 (subozeanisch bis subkontinental).

## Systematik
Die Erstbeschreibung von Barbarea vulgaris erfolgte 1812 durch William Townsend Aiton in Hortus kew, 2. Auflage, 4, S. 109. Synonyme für Barbarea vulgaris W.T.Aiton sind: Erysimum barbarea  L., Barbarea hirsuta Weihe, Barbarea iberica (Willd.) DC., Barbarea lepuznica Nyár., Barbarea lyrata (Gilib.) Asch., Barbarea macrophylla (Halácsy) Halácsy, Barbarea pyrenaica Jord., Barbarea rivularis Martrin-Donos ex Loret, Barbarea stolonifera Pomel, Barbarea sylvestris Jord., Barbarea vulgaris var. macrophylla Halácsy
Je nach Autor gibt es in Europa drei Unterarten:
- Barbarea vulgaris subsp. arcuata (Opiz) Hayek (Syn.: Barbarea arcuata (Opiz) Rchb., Barbarea vulgaris var. arcuata (Opiz ex J.Presl & C.Presl) Fr.): Zu ihrem disjunkten Areal gehören Fundorte in Deutschland, Österreich, Bulgarien, Korsika, Tschechien, Ungarn, Nordmazedonien, der Slowakei, Spanien und im europäischen Teil der Türkei.[8]
- Barbarea vulgaris subsp. rivularis (Martrin-Donos) Sudre (Syn.: Barbarea rivularis Martrin-Donos): Sie kommt nur in Deutschland vor.[9]
- Barbarea vulgaris W.T.Aiton subsp. vulgaris: Sie kommt in Deutschland, Österreich, auf Korsika, in Tschechien, Ungarn, Nordmazedonien, Rumänien und in der Türkei vor.[8]

## Namensherkunft und deutschsprachige Trivialnamen
Barbarea vulgaris ist der Heiligen Barbara gewidmet, der Schutzpatronin der Bergleute und Steinbrucharbeiter. In vielen Gegenden wird sie daher auch Barbarakraut genannt. Auch die Nutzung der Blätter als Wildgemüse bis in den Dezember (Barbaratag – 4. Dezember) gilt als mögliche Namensherkunft.
Andere deutschsprachige Trivialnamen statt Winterkresse sind: Echtes Barbarakraut, Gemeine Wasserkresse, Frühlingsbarbarakraut. Darüber hinaus bestehen bzw. bestanden für diese Pflanzenart, zum Teil auch nur regional, die weiteren deutschsprachigen Trivialnamen: St. Barbarakraut, St. Barbelkraut, Barbenkraut, Gelber Beifuß, Falsche Bumac, Habichtskraut (Schlesien), Saurer Hederich (Eifel bei Dreis), Racketenkraut, Räbkressich, Rapuntzel (Ostpreußen), Schnödsenf (Schlesien), Senfkraut, Steinkraut, Wassersenf und Wild Öl (St. Gallen bei Werdenberg).

## Verwendung
Die frischen Blätter der Winterkresse stehen bis in den Winter hinein als vitaminreiche Salatpflanze zur Verfügung. Fischgerichten verleiht es eine scharfe und würzige Note. Am besten schmecken die jungen Blätter der Grundrosette. Sie haben ein würzig bis pfeffrig-scharfes Aroma, das mit Kresse oder Brunnenkresse vergleichbar ist. Das frische Grün kann für Salate, Pesto, Kräuterbutter und -quark und Smoothies verwendet werden.
Die Blätter schmecken auch, wenn man sie ähnlich wie Spinat dünstet. Das strenge Aroma lässt sich lindern, indem man das Wildgemüse kurz in kochendem Wasser blanchiert. Im April können die Knospen und frischen Blüten mit verwendet werden. Gedünstet erinnert der Geschmack entfernt an Brokkoli. Während der Blütezeit sollten die Blätter nicht gesammelt werden, da sie einen bitteren Geschmack annehmen.

### Inhaltsstoffe
Winterkresse enthält viele Vitamine sowie Glucosinolate, Flavonoide und Saponine in unterschiedlichen Profilen.

### Anwendung als Heilpflanze
In der Naturheilkunde findet das Kraut aufgrund des hohen Vitamin-C-Gehalts Anwendung. Es kann als Tee aufgebrüht werden, um die Abwehrkräfte zu stärken und Erkältungen vorzubeugen. Die enthaltenen Bitterstoffe regen Appetit, Stoffwechsel und Verdauung an. Die Wirkungen sind nicht wissenschaftlich bestätigt.

### Kultivierung
Winterkresse kann im Frühjahr oder Herbst ausgesät werden und vermehrt sich dann als anspruchslose Pflanze meist selbst. Sie gedeiht am besten im Halbschatten auf feuchten und lehmigen Böden.